# Β-石竹烯

β-石竹烯（英語：(−)-β-caryophyllene，/ˌkærioʊˈfɪliːn/，缩写BCP）是一种天然的双环倍半萜，分子式为C15H24，存在于丁子香（学名：Syzygium aromaticum）等植物精油中。